# Liste des districts dans le borough londonien de Barnet
Ceci est une liste des districts du Borough londonien de Barnet
Les zones de code postal de Barnet sont les suivantes : EN, HA, N, et NW.

## District

Barnet dans le Grand Londres

| Ville/District/Village/Hameau | Ville postale   | Zone du code postal | Notes                                       |
| ----------------------------- | --------------- | ------------------- | ------------------------------------------- |
| Arkley                        | Barnet, Londres | EN, NW              |                                             |
| Barnet                        | Barnet          | EN, NW              | Aussi appelé Chipping Barnet or High Barnet |
| Barnet Gate                   | Londres         | NW                  |                                             |
| Brent Cross                   | Londres         | NW                  |                                             |
| Brunswick Park                | Londres         | N                   |                                             |
| Burnt Oak                     | Edgware         | HA                  | Aussi en partie à Brent and Harrow          |
| Childs Hill                   | Londres         | NW                  |                                             |
| Church End                    | London          | N                   | Aussi appelé Finchley Central               |
| Cockfosters                   | Londres         | N                   | Aussi en partie à Enfield                   |
| Colindale                     | Londres         | NW                  | Aussi en partie à Brent                     |
| Colney Hatch                  | Londres         | N                   |                                             |
| Cricklewood                   | Londres         | NW                  | Aussi en partie à Brent est Camden          |
| East Barnet                   | Barnet          | EN                  |                                             |
| East Finchley                 | Londres         | N                   |                                             |
| Edgware                       | Edgware         | HA                  | Aussi en partie à Harrow                    |
| Finchley                      | Londres         | N                   |                                             |
| Friern Barnet                 | Londres         | N                   |                                             |
| Golders Green                 | Londres         | NW                  |                                             |
| Grahame Park                  | Londres         | NW                  |                                             |
| The Hale                      | Londres Edgware | NW, HA              |                                             |
| Hampstead Garden Suburb       | Londres         | N, NW               |                                             |
| Hendon                        | Londres         | NW                  |                                             |
| The Hyde                      | Londres         | NW                  |                                             |
| Mill Hill                     | Londres         | NW                  |                                             |
| Monken Hadley                 | Barnet          | EN                  |                                             |
| Muswell Hill                  | Londres         | N                   | Principalement à Haringey                   |
| New Barnet                    | Barnet          | EN                  |                                             |
| New Southgate                 | Londres         | N                   | Aussi en partie à Enfield                   |
| North Finchley                | Londres         | N                   |                                             |
| Oakleigh Park                 | Londres Barnet  | N, EN               |                                             |
| Osidge                        | Londres         | N                   |                                             |
| Southgate                     | Londres         | N                   | Aussi en partie à Enfield                   |
| Temple Fortune                | Londres         | NW                  |                                             |
| Totteridge                    | Londres         | N                   |                                             |
| West Hendon                   | Londres         | NW                  |                                             |
| Whetstone                     | Londres         | N                   |                                             |
| Woodside Park                 | Londres         | N                   |                                             |

## Circonscriptions électorales
Brunswick Park, Burnt Oak, Childs Hill, Colindale, Coppetts, East Barnet, East Finchley, Edgware, Finchley Church End, Garden Suburb, Golders Green, Hale, Hendon, High Barnet, Mill Hill, Oakleigh, Totteridge, Underhill, West Finchley, West Hendon, Woodhouse.

## Référence
- (en) Cet article est partiellement ou en totalité issu de l’article de Wikipédia en anglais intitulé « List of districts in the London Borough of Barnet » (voir la liste des auteurs).